# Centrale sanitaire suisse
La Centrale sanitaire suisse (CSS) est une organisation suisse d’entraide médicale basée à Zurich, avec des antennes en Suisse romande et italienne.

## Histoire
La Centrale sanitaire suisse (CSS), organisme privé orienté politiquement à gauche, a été créée en 1937 à Zurich et a eu pour premier président Hans von Fischer. Elle avait alors pour but pour venir en aide aux victimes de la guerre civile opposant, en Espagne, les nationalistes, sous commandement du général Franco, aux républicains soutenus par les Brigades internationales. Du matériel chirurgical et de transfusion sanguine, même des ambulances, sont alors livrés défenseurs de la République espagnole.
En 1944 et 1945, la CSS organise quatre missions pour soutenir les résistants qui luttent contre les troupes nazies en Yougoslavie, opération qui est documentée par un film. Après la guerre, toutefois, l’organisation d’entraide suisse tombe dans une longue léthargie.
Puis la guerre du Vietnam et l’intervention des forces américaines en Asie du Sud-Est réveillent la CSS. Dès 1966, l'association est réactivée sous l’impulsion du médecin Marc Oltramare.  Le premier bulletin de la CSS sort en mars 1966 : il dénonce les crimes de guerre des troupes d’intervention et lance une campagne pour réunir des fonds qui permettront d’apporter une aide médico-sanitaire aux populations du Vietnam du Sud. En 1967, la CSS publie un rapport accablant sur les crimes de guerre au Vietnam, rapport qui aura un grand écho international et sera repris par le Tribunal Bertrand Russell.
En 1978, la CSS se réorganise, avec la création de trois sections autonomes, pour la Suisse romande, la Suisse alémanique et la Suisse italienne. L'antenne pour la Suisse romande est créée à Lausanne par le médecin Ernest Jaegy, membre fondateur du mouvement et premier secrétaire romand. Ces sections se mobilisent en faveur de l'Érythrée et du Soudan, des Sahraouis, de la Palestine, du Guatemala, du Salvador, du Nicaragua, du Chili (régime Pinochet, du Kosovo et de la Yougoslavie, et du Kurdistan.

## Fonds d’archives
Fonds : Centrale sanitaire suisse (1946-2015) [87 boîtes, 1 boîte à fiches, 1 cartable, 2 cassettes vidéo, 57 photographies]. Collection : Archives privées; Cote : CH-000053-1 PP 943. Archives cantonales vaudoises (présentation en ligne).